# Fútbol popular
El fútbol popular es un fenómeno que surge en el ámbito deportivo que se caracteriza por democratizar y acercar la práctica y gestión del fútbol a los seguidores. Estos equipos normalmente surgen a causa de un descontento social causados por la gestión de un club en particular o por su desaparición.

## Características
Los clubes de fútbol popular pueden constituirse de varias maneras conforme a las legislaciones vigentes de cada país (Club de accionariado popular, Asociación Deportiva...), pero todos comparten una serie de características en su gestión, tanto deportiva como económicamente. Estos clubes suelen ser propiedad de sus socios, eludiendo el modelo mercantilizado de las S.A.D. de los clubes de fútbol profesionales. Las decisiones se suelen tomar en asambleas de manera democrática, los precios de los abonos, carnets y otros materiales suelen ser bajos y, en ocasiones, sus beneficios suelen estar destinados en parte a fines sociales.

## Países

### Alemania
- 1. FC Union Berlin
- FC St. Pauli
- Hamburgo SV

### Austria
- FC Wacker Innsbruck

### España

#### Historia
A principios de los 90, el gobierno español creó un nuevo modelo de sociedad anónima (S.A.): la sociedad anónima deportiva (S.A.D.). La Ley impuso la obligación de convertirse en S.A.D. a todas aquellas entidades que participaran en las competiciones que la propia Ley considera como profesionales, concretamente, 1.ª y 2.ª división de fútbol, pasando la propiedad de los clubes de fútbol de los aficionados a empresas. En contra de lo que se preveía, la situación deportiva profesional en el país empeoró. En 1992, la deuda de los equipos profesionales era de 172 millones de euros y en 2010 la deuda ascendía a 5000 millones de euros.
A comienzos del siglo XXI, el fútbol en España estaba profesionalizado y mercantilizado en exceso. Es en el año 2007, cuando en Madrid un grupo de aficionados seguidores del Atlético de Madrid, optan por separarse del club de la capital debido al rumbo que éste está tomando, alejándose de las necesidades de los aficionados. Aunque ya existían clubes de fútbol de esta índole, es en este año cuando se crea el primer equipo de fútbol popular, el Atlético Club de Socios. Años más tarde, le siguieron el SD Logroñés (2009), CAP Ciudad de Murcia (2010), UC Ceares (2011), Club Polideportivo Almería (2012), FC Tarraco (2013), Xerez Deportivo FC (2013), Unionistas de Salamanca CF (2013), UD Ourense (2014), Avilés Stadium CF (2015), Club de Fútbol Popular Orihuela Deportiva (2016), Unión Deportiva Aspense (2016), Rosal FC (2016), Unión Popular Palencia (2019), CD Independiente de Vallecas (2019), el CD Cuenca-Mestallistes 1925 (2020), el Ortuellako Jendea (2020), el CF Huracán de Castellón (2020), el CF Reus Roig-i-Negre (2020), el CD Villaescusa de Haro (2021) y, por último, el Unión Tutera (2021).
En 2014, se celebró en Palencia el I Encuentro de Fútbol Popular, la mayor congregación y exponente del fútbol popular en España, donde participaron los 8 equipos de fútbol popular más importantes del panorama español. En el encuentro se debatieron y compartieron experiencias en este nuevo modelo de gestión y tras finalizar, publicaron un "Manifiesto de los Clubs Populares" donde se abogaba por la propiedad comunitaria y contra el fútbol negocio. En 2015, se celebró el II Encuentro de Fútbol Popular, esta vez en la ciudad de Murcia, que reunió a equipos de fútbol popular de países como Italia, Inglaterra o Irlanda. Año tras año, se celebran los Encuentros de Fútbol Popular en diferentes ciudades del territorio español, en los que se reúnen todos los clubes de fútbol popular españoles.

#### Equipos
| Año  | Equipo                                        | División              | Categoría |
| ---- | --------------------------------------------- | --------------------- | --------- |
| 2007 | Atlético Club de Socios                       | 2.ª Aficionados       | 8.ª       |
| 2009 | SD Logroñés                                   | 1.ª RFEF              | 3.ª       |
| 2010 | Club de Accionariado Popular Ciudad de Murcia | 3.ª RFEF              | 5.ª       |
| 2011 | UC Ceares                                     | 2.ª RFEF              | 4.ª       |
| 2012 | Club Polideportivo Almería                    | División de Honor     | 6.ª       |
| 2013 | FC Tarraco                                    | 4.ª Catalana          | 9.ª       |
| 2013 | Xerez Deportivo F.C.                          | 3.ª RFEF              | 5.ª       |
| 2013 | Unionistas de Salamanca Club de Fútbol        | 1.ª RFEF              | 3.ª       |
| 2014 | UD Ourense                                    | 3.ª RFEF              | 5.ª       |
| 2015 | Avilés Stadium CF                             | Regional Preferente   | 6.ª       |
| 2016 | Club de Fútbol Popular Orihuela Deportiva     | 1.ª Regional          | 7.ª       |
| 2016 | Unión Deportiva Aspense                       | 2.ª Regional          | 8.ª       |
| 2016 | Rosal Fútbol Club                             | 2.ª Regional          | 8.ª       |
| 2019 | Unión Popular Palencia                        | 1.ª Prov. Aficionados | 7.ª       |
| 2019 | CD Independiente de Vallecas                  | 3.ª Aficionados       | 9.ª       |
| 2020 | CD Cuenca-Mestallistes 1925                   | 1.ª Regional          | 7.ª       |
| 2020 | Ortuellako Jendea                             | 1.ª Regional          | 8.ª       |
| 2020 | CF Reus Roig-i-Negre                          | 4.ª Catalana          | 9.ª       |
| 2021 | Unión Tutera                                  | 1.ª Regional          | 8.ª       |
| 2021 | CD Villaescusa de Haro                        | -                     | -         |

### Francia
- Ménilmontant FC 1871

### Irlanda
- Cork City FC
- Shamrock Rovers Football Club

### Italia
| - ASD Ardita - F.B.C. Unione Venezia - ASD Quartograd - Atlético San Lorenzo - Centro Storico Lebowski - Ideale Bari Calcio - Lokomotiv Flegrea | - Stella Rossa 2006 - Taranto FC 1927 - US Ancona 1905 - USD Spartak Lecce - Ancona 1905 - US Arezzo - Piacenza Calcio 1919 |

### Reino Unido
- FC United of Manchester
- AFC Liverpool
- AFC Wimbledon
- AFC Blackpool
- London Italia FC
- City of Liverpool FC
- Clapton Community F.C.

### Suecia
- Malmö FF
- IF Elfsborg